# Dekanoscia longicornis
Dekanoscia longicornis är en kräftdjursart som beskrevs av Karl Wilhelm Verhoeff 1936. Dekanoscia longicornis ingår i släktet Dekanoscia och familjen Philosciidae. Inga underarter finns listade i Catalogue of Life.